# 金滕

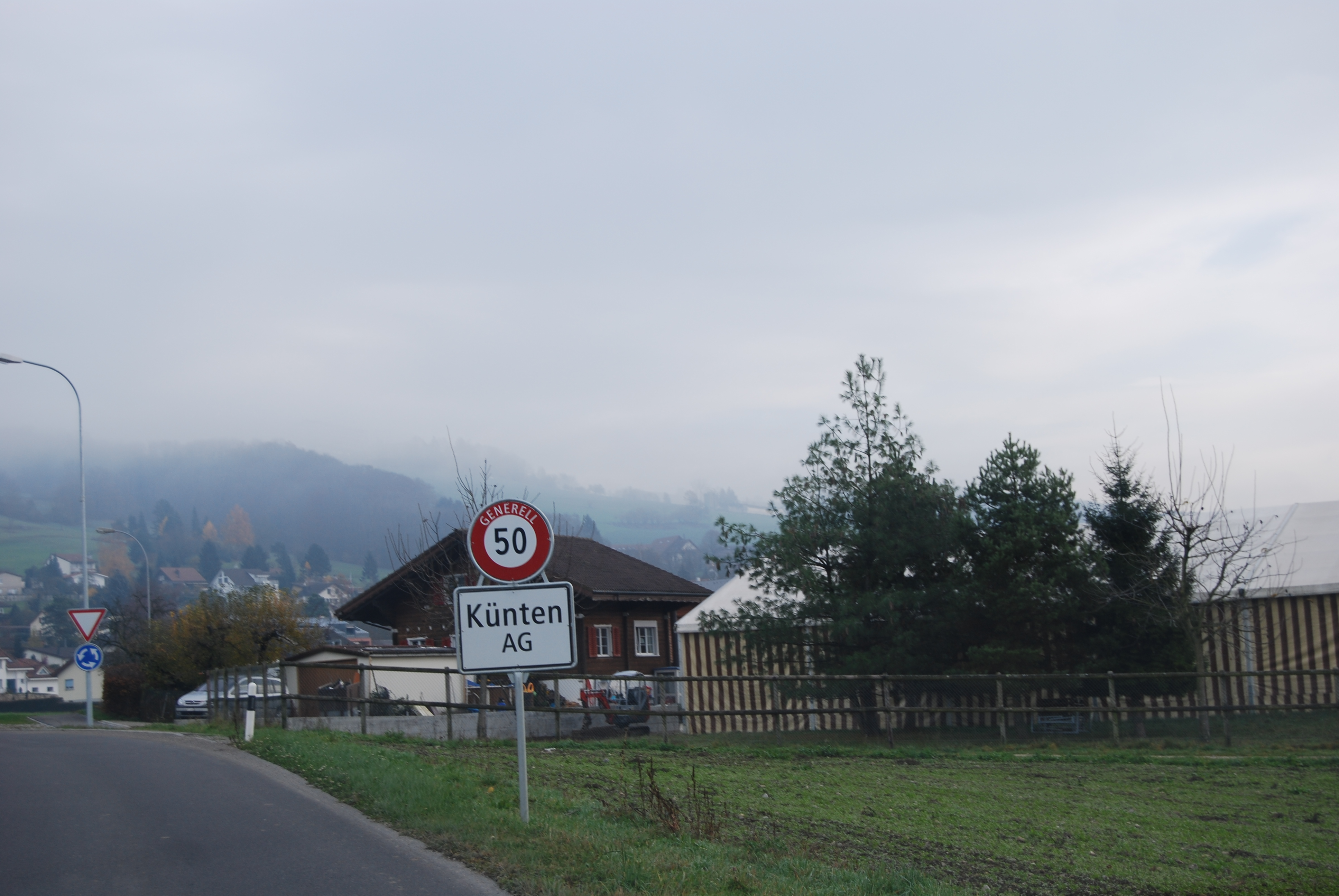

金滕是瑞士的城鎮，位於該國北部，由阿爾高州負責管轄，面積4.89平方公里，海拔高度425米，2012年人口1,583，六成人口信奉羅馬天主教，人口密度每平方公里324人。